# Rex Beach
Rex Ellingwood Beach (* 1. September 1877 in Atwood, Antrim County, Michigan; † 7. Dezember 1949 in Sebring, Florida) war ein US-amerikanischer Jurist, Schriftsteller, Bühnenautor und Wasserballspieler.

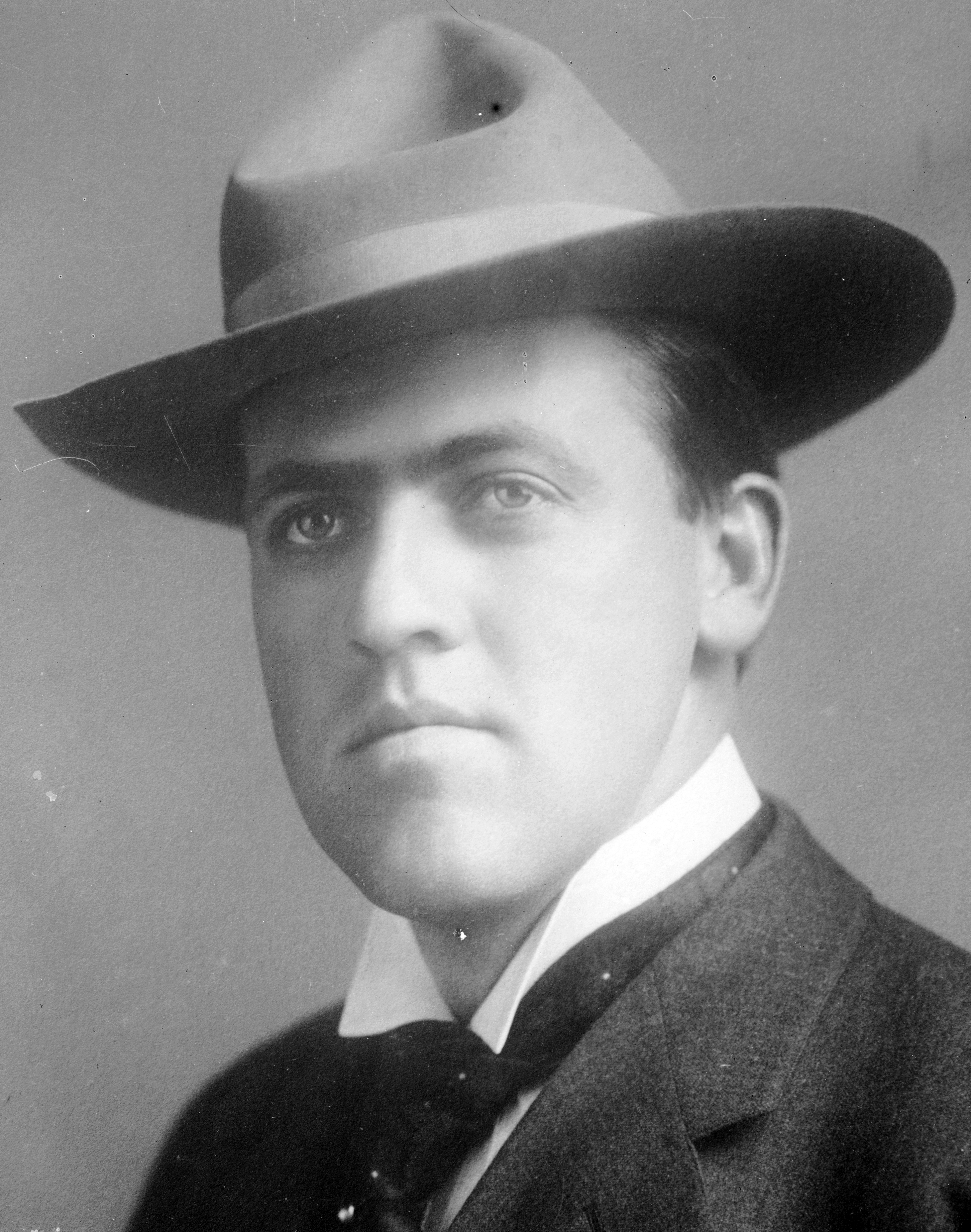
Rex Beach

## Leben
Rex Beach kam in Atwood, im Antrim County in Michigan als Sohn eines Farmers und einer Lehrerin auf die Welt. Er verfolgte wie seine älteren Brüder eine Anwaltslaufbahn, bevor er im Gefolge des Klondike-Goldrauschs nach Alaska kam. Nach fünf Jahren erfolglosem Prospektieren und einem langgezogenen Studium verlegte er sich auf eine literarische Karriere.
1904 nahm Beach bei den Olympischen Spielen in St. Louis bei dem dortigen Wasserballturnier teil und gewann eine Silbermedaille mit dem Team der Chicago Athletic Association.
Sein erster Roman, The Spoilers erschien 1906 und basierte unter anderem auf einem realen Skandal um Minenzulassungen. Die weibliche Hauptfigur Cherry Malotte ist Julia Bulette nachempfunden.
The Spoilers wurde 1906 ein Bestseller. Lobende Kritiken bezeichneten ihn als „Victor Hugo des Nordens“. Andere Kritiker sprachen von leicht vorhersehbaren Handlungsabläufen und Büchern, in denen „starke starkbehaarte Männer haarige Taten begingen“. Stephen Haycox zufolge sind die meisten von Beachs Werken mittlerweile gnädigerweise vergessen. The Spoilers bezeichnete er als klassischen Potboiler mit holzschnittartig angelegten simplen Charakteren. Der Roman wurde bisher fünfmal verfilmt, unter anderem 1942 unter dem Titel Die Freibeuterin mit Marlene Dietrich, Randolph Scott und John Wayne in den Hauptrollen.
Einige der Werke Beachs wurden erfolgreich in Filme und Theaterstücke umgesetzt, teilweise auch von Beach selbst. Sein Schwager war der Hollywoodschauspieler Fred Stone.
1949 beging Beach zwei Jahre nach dem Tod seiner Frau Edith Selbstmord. Er hatte ihren Tod nie verwunden und wurde zudem durch eine Krebserkrankung eingeschränkt.

## Romane
- The Spoilers. 1906.
- The Barrier. 1908.
- The Silver Horde. 1909.
- The Ne'er-Do-Well. 1911.
- The Net. 1912.
- The Iron Trail. 1913.
- The Auction Block. 1914.
- Heart of the Sunset. 1915.
- Rainbow's End. 1916.
- The Crimson Gardenia and Other Tales of Adventure. 1916.
- The Winds of Chance. 1918.
- Flowing Gold. 1922.
- The World in His Arms. 1946.
- Going Some.

## Verfilmungen
Romane
- The Spoilers. Film, 1914.
- The Auction Block. Film, 1917.
- The Iron Trail. Film, 1921.
- The Spoilers. Film, 1923. (dt. Titel: Das goldene Land)
- A Sainted Devil. Film, 1924. (dt. Titel: Die Bluthochzeit der Castros)
- The Barrier. Film, 1926. (dt. Titel: Der Todeskampf im Polareis)
- The Auction Block. 1926.
- The Spoilers. Film, 1930.
- Flowing Gold. 1940. (dt. Titel: Das Ultimatum für Bohrturm L 9)
- The Spoilers. Film, 1942  (dt. Titel Die Freibeuterin)
- Don Careless. 1950 (dt. Titel Das Schwert der Rache)
- The World in His Arms. 1952.
- The Spoilers. Film, 1955.

weitere Werke
- Michigan Kid. 1947 (nach der gleichnamigen Kurzgeschichte).